# Feketefejű piton
A feketefejű piton (Aspidites melanocephalus) a pikkelyes hüllők (Squamata) rendjébe és a pitonfélék (Pythonidae) családjába tartozó faj.

## Előfordulása
Ausztrália északi részén honos. A természetes élőhelye trópusi és félszáraz füves síkságok, bozótosok

## Alfajai
- Aspidites melanocephalus melanocephalus
- Aspidites melanocephalus adelynensis
- Aspidites melanocephalus davieii

## Megjelenése
Átlagos testhossza 150-180 centiméter, de a 3 méteres hosszt is elérheti. Feje fényes fekete, teste narancssárga, sötétebb  foltokkal. 
|  |

## Életmódja
Patkányokkal, egerekkel, madarakkal és hüllőkkel táplálkozik.

## Szaporodása
Fészekalja 5-10 tojásból áll, melyek 2-3 hónap múlva kelnek ki.